# Young and Menace
Young and Menace è un singolo del gruppo musicale statunitense Fall Out Boy, pubblicato nel 2017 ed estratto dall'album Mania.

## Tracce
- Download digitale

1. Young and Menace – 3:44

## Formazione
- Patrick Stump – voce, chitarra
- Pete Wentz – basso
- Joe Trohman – chitarra
- Andy Hurley – batteria, percussioni